# Florian Morizot
Florian Morizot (Dijon, 10 mei 1985) is een Frans voormalig professioneel wielrenner. Hij reed voor onder meer BigMat-Auber 93. In 2006 werd hij nationaal kampioen bij de beloften.
Na zijn carrière als profwielrenner werd Morizot onder meer ploegleider bij een Franse amateurploeg.

## Belangrijkste overwinningen
2004
 Frans kampioen tijdrijden, Beloften
2005
3e etappe Circuit des Ardennes
Eindklassement Circuit des Ardennes
2006
 Frans kampioen op de weg, Beloften
2007
GP Cristal Energie
2008
Parijs-Mantes-en-Yvelines
4e etappe Ronde van Poitou-Charentes

## Ploegen
- 2006 –  Auber 93
- 2007 –  Auber 93
- 2008 –  Auber 93
- 2009 –  Besson Chaussures-Sojasun
- 2010 –  BigMat-Auber 93

Wielerploegen van Florian Morizot
Bessy ·
Casper ·
Coutouly ·
Engoulvent ·
Galland ·
Jeandesboz ·
Mangel ·
Marino ·
Mathéou ·
Morizot ·
Simon ·
Sinner ·
Talabardon · 
Delaplace (stagiair)